# Киевлянка (фильм)
«Киевлянка» — советский цветной двух-серийный фильм режиссёра Тимофея Левчука.
Первые две части трилогии режиссёра: 1-я серия вышла в 1958 году, 2-я серия в 1959 году, в 1960 году вышло продолжение фильма — «Наследники».
Один из лидеров кинопроката СССР, за первый год демонстрации фильм посмотрели 20,0 млн зрителей.

## Сюжет
Двухсерийный сюжет фильма охватывает период с 1917 по 1945 год, судьбы одной семьи, в которых отразились исторические события того периода.

Главная героиня фильма, родившаяся в ночь на 7 ноября 1917 года на рабочей окраине Киева, проходит через всю киноэпопею, покоряя нас своим мужеством, женственностью и красотой. Рабочий Яков Середа, коммунист ленинского призыва, роль которого в фильме «Киевлянка» блестяще исполнил Б. Чирков, предстает перед зрителями как близкий им всем человек, выписанный актером и режиссером без тени фальши.— Искусство кино, 1982

### Первая серия
В ночь на 7 ноября 1917 года, в день когда в Петрограде свершается Революция, в доме на окраине Киева рождается девочка Галя, которая в эту же ночь остаётся сиротой. Мать умирает при родах, а отца — Ивана Очеретько, рабочего завода «Арсенал», солдата-большевика, при штурме Зимнего дворца убивает пуля белогвардейского юнкера Леонида Дорошенко.
Маленькая киевлянка остаётся на попечении своего деда Матвея Очеретько — потомственного рабочего завода «Арсенал» и его соседа Якова Середы, тоже рабочего «Арсенала».
В борьбе за власть Советов против националистических банд контрреволюционной Центральной рады рабочие завода создают боевые дружины, после разгрома националистов приступают к мирному строительству.
Подросшая Галя, впитав честность и энтузиазм приемных родителей, всегда в центре событий, а боевой характер не раз выручает в опасных жизненных ситуациях.
Вместе с Галей растёт и Виктор Дорошенко — сын погибшего Алексея Дорошенко, брата юнкера, убившего её отца. Об отце Виктора говорят, что его расстреляли красные как контрреволюционера, но Виктор знает, что его отец был большевиком-подпольщиком, и его убил его брат — тогда юнкер Леонид, обманом внедрившийся в органы ЧК… Галя и Виктор решают изобличить врага.

### Вторая серия
22 июня 1941 года, война застаёт Галю в Москве, где она находится в командировке. Молодая женщина с трудом добирается до Киева, но Киев уже под оккупацией нацистов. Галя не узнает родного города: новый дом, в который семья въехала незадолго до начала войны, разрушен — и теперь они ютятся в подвале. Узнав, что её приёмный отец Яков Середа, — член подпольной организации, Галя присоединяется к подпольщикам… Она устраивается уборщицей в телеграфное агентство. Середа работает швейцаром в немецком ресторане.
Подпольщики готовят немцам сюрприз: в день когда в Киев приедет глава украинских националистов бросить бомбу с балкона телеграфного агентства, для чего Галя достаёт ключи и проводит товарищей в здание. Галю арестовывают гестаповцы, она отказывается говорить на допростах, и её решают отправить в Германию. Красная армия форсирует Днепр и уже рядом и вскоре освобождают Киев. Нацисты не успевают угнать эшелоны с пленными, и сотни людей освобождены, среди которых — Галя.

## В ролях
| Актёр                   | Роль                                                                        | Серии |
| ----------------------- | --------------------------------------------------------------------------- | ----- |
| Константин Скоробогатов | потомственный рабочий завода «Арсенал» Матвей Степанович Очеретько дед Гали | 1     |
| Борис Чирков            | рабочий завода «Арсенал» Яков Петрович Середа глава многодетной семьи       | 1, 2  |
| Полина Куманченко       | Горпина жена Якова Середы                                                   | 1, 2  |
| Нина Иванова            | Галя Очеретько                                                              | 1, 2  |
| Альфред Шестопалов      | Виктор сын Алексея Дорошенко                                                | 1, 2  |
| Иван Переверзев         | матрос с «Авроры», ставший чекистом Камышин                                 | 1, 2  |
| Валентин Грудинин       | Карпо Хвыля                                                                 | 1     |
| Юрий Максимов           | бывший директор «Арсенала» Романюк                                          | 1, 2  |
| Олег Жаков              | машинист паровоза, ставший чекистом Александр Коломиец                      | 1, 2  |
| Галина Ильина           | Тося                                                                        | 1, 2  |
| Нина Зорская            | Клава жена Алексея Дорошенко, мать Виктора                                  | 1, 2  |
| Павел Панёв             | Андрей сын Якова                                                            | 1, 2  |
| Татьяна Коваленко       | Мотя дочь Якова                                                             | 1, 2  |
| Маргарита Криницына     | Дуня дочь Якова                                                             | 1, 2  |
| Александр Лебедев       | Шура сын Якова                                                              | 1     |
| Валерий Зиновьев        | Толя сын Якова                                                              | 1, 2  |
| Дая Смирнова            | Ксана дочь Якова                                                            | 1     |
| Иван Любич              | Павел Фомич Дорошенко дядя Леонида и Алексея                                | 1, 2  |
| Сергей Курилов          | военврач Алексей Дорошенко брат Леонида Дорошенко                           | 1     |
| Юрий Прокопович         | Леонид Дорошенко/Гаврилов                                                   | 1, 2  |
| Фёдор Ищенко            | Омелько Кандыш                                                              | 1     |
| Владимир Емельянов      | немецкий разведчик, группенфюрер Буш/Троянский                              | 1, 2  |
| Любовь Калачевская      | Христя                                                                      | 1, 2  |
| Фёдор Радчук            | профессор Владимир Николаевич Зарудный                                      | 2     |
| Алексей Бунин           | рабочий-арсеналец Корней Васильевич Святоха друг Якова Середы               | 1, 2  |
| Пётр Михневич           | Ганжа                                                                       | 2     |
| Людмила Татьянчук       | Соня                                                                        | 2     |
| Александра Соколова     | Люся                                                                        | 1, 2  |
| Александр Толстых       | рабочий завода «Арсенал» Тарас Арбузов                                      | 1, 2  |
| Леонид Данчишин         | рабочий завода «Арсенал» Павло Зайченко                                     | 2     |
| Владимир Судьин         | Шура сын Якова                                                              | 2     |
| Михаил Бабаджанов       | Хосе Мигель приёмный сын Якова                                              | 2     |
| Лев Бордуков            | главный инженер завода «Арсенал» Борис Ильич Сысой                          | 2     |
| Лидия Вертинская        | немецкий офицер, администратор в телеграфном агентстве в Киеве, фрау Марта  | 2     |

### В эпизодах
| Актёр             | Роль                                                                       |
| ----------------- | -------------------------------------------------------------------------- |
| Евгения Опалова   | заговорщица Марвена Семёновна Свентицкая                                   |
| Георгий Бабенко   | Владимир Винниченко                                                        |
| Юрий Лавров       | Симон Петлюра                                                              |
| Владимир Рудин    | солдат из рабочих Иван Матвеевич Очеретько отец Гали, сын Матвея Очеретько |
| Палладий Белоконь | домовладелец Кандыш                                                        |
| Дмитрий Капка     | рабочий «Арсенала»                                                         |
| Виктор Коваль     |                                                                            |

### Нет в титрах
| Актёр              | Роль                                        |
| ------------------ | ------------------------------------------- |
| Лев Перфилов       | Саша Горовец                                |
| Николай Яковченко  | рабочий-регистратор на «Арсенале» Горовенко |
| Евгений Моргунов   | немецкий офицер                             |
| Неонила Гнеповская | мать Галины                                 |
| Василий Фущич      | участник собрания                           |
| Владимир Волков    | участник собрания                           |
| Григорий Тесля     | господин в ресторане                        |
| Варвара Маслюченко |                                             |
| Павел Суханов      | немец-эксперт                               |
| Иван Бондарь       | Николай                                     |

## Критика
Кинокритик Нина Игнатьева в журнале «Искусство кино» (1961) писала, что фильм «Киевлянка» представляет собой «во многом удавшуюся попытку проследить за частными судьбами судьбу народа», высоко оценил фильм в своей монографии «Киноискусство Советской Украины» (1975) киновед Иван Корниенко, однако, фильм не лишён недостатков, четырёхтомник «История советского кино» (1978) отмечает, что «эпический по замыслу размах кинополотна далеко не всегда соответствовал художественному решению, зачастую не свободному от иллюстративности».

## Фестивали и награды
На Всесоюзном кинофестивале 1960 года в Минске фильм был отмечен поощрительным дипломом, а актёр Борис Чертков за роль в фильме получил первую премию как лучший актёр.